# Rhenohercynische Zone

Overzichtskaart van de belangrijkste structuren en zones van de Hercynische orogenese in Europa.

De Rhenohercynische Zone is in de structurele geologie een tektonische zone in het midden en westen van Europa, ontstaan tijdens de Hercynische of Varistische orogenese (ongeveer 350 tot 280 miljoen jaar geleden). De zone bestaat voornamelijk uit Devonische en Carbonische sedimenten die in een voormalige back-arc basin langs de zuidelijke rand van het paleocontinent Euramerika (Noord-Amerika samen met het tegenwoordige Noord- en Midden-Europa) werden afgezet. Dit bekken wordt het Rhenohercynisch Bekken genoemd of soms de Rhenohercynische Oceaan omdat het een smalle oceaan vormde.
De zone is meer dan 2500 km lang en loopt in een band door West- en Centraal-Europa, van het zuiden van Ierland, Cornwall, de Ardennen en het Rijnleisteengebergte tot de Harz. Verder naar het oosten gaat de zone over in het Silezisch Bekken van Zuid-Polen. De Zuid-Portugese Zone van Zuid-Portugal wordt door de meeste geologen als een verlengde van de Rhenohercynische Zone gezien.
De precieze aard van het Rhenohercynisch Bekken is niet goed bekend omdat de Hercynische structuren op veel plaatsen overdekt worden door jongere gesteenten. Het kan zowel een continu bekken zijn geweest als aparte bekkens die een systeem van horsten en slenken verbonden waren. De verschillende delen van het bekken hebben eigen namen, zoals het Cornwall Basin in Cornwall, het Munster Basin in Ierland of het Rijns Bekken in België en Duitsland.

## Tektonisch positie en metamorfose

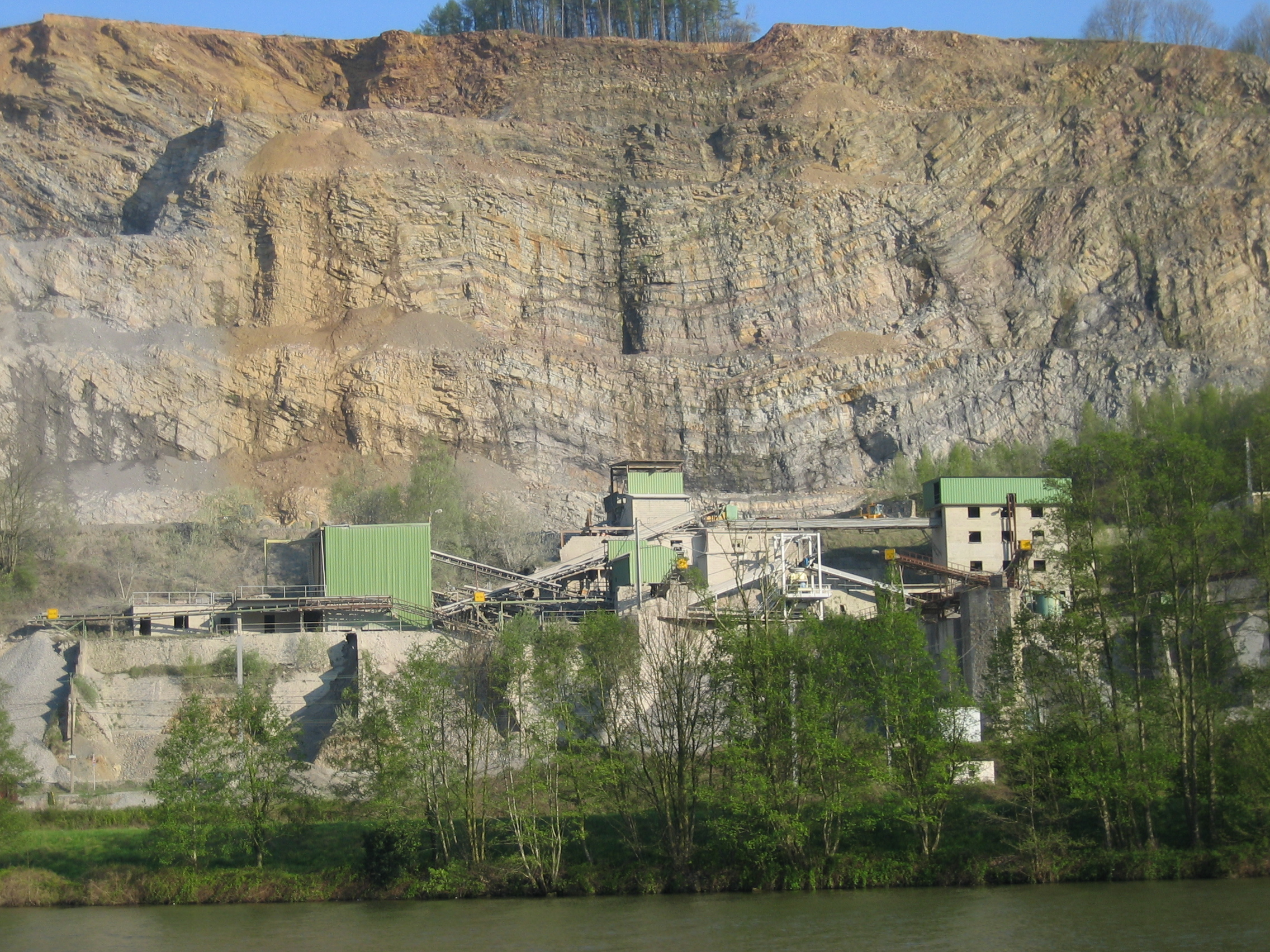
Syncline in een groeve langs de Maas bij Profondeville, in de Belgische Ardennen. De gesteentelagen op de foto zijn kalkige zand- en siltsteen van de Formatie van Ciney uit het Boven-Devoon, geplooid tijdens de late fasen van de Hercynische orogenese.

De Rhenohercynische Zone is deel van het voorland van het Hercynisch orogeen. De zone heeft een lagere graad van metamorfose dan de ten zuiden ervan gelegen Saxothuringische Zone. Dit betekent dat de gesteenten tijdens de Hercynische orogenese onder minder hoge maximum druk en temperatuur hebben gestaan. Ten noorden van de Rhenohercynische Zone ligt de Subvaristische Zone, die geen sporen meer van Hercynische metamorfose draagt.
De Rhenohercynische Zone is in verschillende fasen geplooid en overschoven tijdens de Hercynische orogenese. Naar het noorden toe is de zone over het Londen-Brabantmassief geschoven, in het zuiden is de zone overschoven door het Midden-Duits Hoog, onderdeel van de Saxothuringische Zone.
De metamorfe graad neemt toe naar het zuiden en zuidoosten. De zuidoostelijke rand van de zone, in het zuiden van het Rijnlands Leisteenplateau, wordt de Noordelijke Fyllietzone genoemd en heeft een hogere graad van metamorfose dan de rest van de Rhenohercynische Zone.

## Tektonische ontwikkeling

### Ontstaan en ontwikkeling in het Devoon
Het Rhenohercynisch Bekken lag ten noorden van de Rheïsche Oceaan, die vanaf het Siluur tussen de continenten Euramerika in het noorden en Gondwana in het zuiden lag. De zuidelijke rand van Euramerika was gevormd tijdens de Caledonische orogenese rond 420 miljoen jaar geleden (Laat-Siluur), toen het microcontinent Armorica aan Euramerika vast kwam te liggen. Aan deze zuidelijke rand vond vanaf het Gedinnien/Lochkovien (Vroeg-Devoon) extensie plaats, waarbij een langgerekt bekken ontstond. Dit scheidde het Londen-Brabantmassief in het noorden van het Normannisch Hoog en Midden-Duits Hoog in het zuiden.
In het Midden-Devoon (vanaf 390 miljoen jaar geleden) begon zich langs de zuidelijke rand van Euramerika een subductiezone te ontwikkelen, waar de oceanische lithosfeer van de Rheïsche Oceaan onder subduceerde. Boven deze subductiezone ontwikkelde een gebergte, de Ligerische cordillera. In het Siegenien/Pragien en Emsien vormde het Rhenohercynisch Bekken ten noorden van deze cordillera een backarc basin. Tektonische daling in een systeem van horsten en slenken ging gepaard met vulkanisme en de aanmaak van oceanische lithosfeer. In het Midden-Devoon ontwikkelde zich ten zuiden van het Rhenohercynisch Bekken een tweede bekken (Saxothuringisch/Armoricaans Bekken). Tegelijkertijd begon in het westen het Normannisch Hoog het Rhenohercynisch Bekken te overschuiven als gevolg van de Ligerische orogenese in het zuidwesten.

### Verdwijnen tijdens de Hercynische orogenese
Het bekken verdween toen het continent Gondwana in de loop van het Carboon vanuit het zuiden met Laurazië in botsing kwam (Hercynische orogenese). De gesteenten die in het bekken gevormd waren werden hierbij als een serie piggybackbekkens over het in het noorden gelegen voorland (het Londen-Brabantmassief) geschoven. Tegenwoordig vormen ze de geplooide gesteenten van de noordelijke Ardennen en Eifel.
Vanaf het Frasnien (380 miljoen jaar geleden) hield het mafisch vulkanisme op en kwam het bekken plaatselijk onder compressiespanning te staan. Er ontwikkelden zich overschuivingen en plooien in de sedimenten. Uiteindelijk zou de lithosfeer onder het bekken aan het einde van het Devoon beginnen te subduceren onder het Midden-Duits Hoog en Normannisch Hoog in het zuiden. Dit wordt de Bretonse fase van de Hercynische orogenese genoemd. Deze fase was echter kort van duur. Vanaf het Tournaisien (Vroeg-Carboon, 355 miljoen jaar geleden) tot het einde van het Viséen vond opnieuw extensie plaats.
Tijdens de Sudetische fase (330-320 miljoen jaar geleden, Laat-Viséen en Namurien/Serpukhovien) nam compressietektoniek de overhand en subduceerde de oceanische lithosfeer van het bekken. Vanaf het Namurien vond continentale collisie tussen Euramerika en Gondwana plaats. De relatief snelle opbouw van het Hercynisch gebergte ten zuiden van het Rhenohercynisch Bekken zorgde echter voor een snelle tektonische daling, zodat de Rhenohercynische Zone nu een voorlandbekken vormde. Dit vulde zich met de afbraakproducten van het Hercynisch gebergte in het zuiden en het eveneens omhoog bewegende Londen-Brabantmassief in het noorden, waardoor het gebied grotendeels boven water kwam te liggen.

## Stratigrafie
Het Rhenohercynisch Bekken werd gedurende het Devoon en Carboon opgevuld. De sedimentatie werd af en toe onderbroken door tektonische fases, maar heeft desondanks een kilometers dik pakket gesteentelagen gevormd in de ondergrond.
Toen in de Rhenohercynische Zone een voorlandbekken ontstond, werd dit snel gevuld met sediment. Het Boven-Carboon bestaat uit flysch (Namurien), dit gaat in het Westfalien over naar molasse en andere continentale afzettingen, waaronder de dikke lagen steenkool van de Belgische Steenkoollagen.